# Spaanse Successieoorlog
De Spaanse Successieoorlog (1701–1713) was een oorlog van verschillende Europese mogendheden (de "Grote Alliantie") tegen onder andere het koninkrijk Frankrijk en het Spaanse Rijk. De geallieerden slaagden in hun opzet: ze verhinderden dat deze twee rijken geregeerd werden door Lodewijk XIV van Frankrijk.

## Algemeen
Frankrijk was indertijd verreweg de machtigste mogendheid en daarom probeerden de andere mogendheden elke verdere expansie te stuiten. Slechts enkele jaren eerder was er al een anti-Franse alliantie tot stand gekomen, waarbij katholieke en protestantse staten – net zoals in deze oorlog – hun godsdienstige onenigheden even achterwege lieten (Negenjarige Oorlog).
In de nieuwe oorlog toonden Groot-Brittannië en Pruisen grote militaire capaciteiten. Aan beide zijden vielen briljante veldheren op, zoals de geallieerde aanvoerder hertog van Marlborough (wiens buitenechtelijke neef, de hertog van Berwick, aan Franse zijde streed). De hertogen Villars, Vendôme en Boufflers zijn vermeldenswaardige maréchaux de France.
Tijdens deze oorlog bereikte het Staatse leger met 120.000 man zijn grootste omvang ooit. Sinds de dood van Willem III van Oranje (1702) was de Republiek gescheiden van Engeland (vanaf 1707 het koninkrijk Groot-Brittannië). Nog steeds was ze afkerig van een grens met Frankrijk; daarom vocht de Republiek mee met de geallieerden. Na de oorlog kwamen er op haar vraag bijkomende Barrièresteden. Verder was haar winst echter beperkt (Staats-Opper-Gelre); deze oorlog was voor de Republiek dan ook vooral kostbaar en uitputtend.

## Voorgeschiedenis
Karel II werd in 1665 de laatste mannelijke Habsburgse Spaanse koning. Zijn leven werd gekenmerkt door langdurige ziektes en een slechte gezondheid. Men verwachtte reeds vanaf Karels geboorte dat hij op een jonge leeftijd zou sterven. De kwestie omtrent zijn opvolging werd dan ook al decennialang gevoerd. Met het Verdrag van Dover (1670) stemde Engeland ermee in om Lodewijk XIV van Frankrijk te steunen als opvolger van de Spaanse troon. In de voorwaarden van de Grote Alliantie van 1689 beloofden Engeland en de Republiek evenwel om Leopold I van het Heilige Roomse Rijk te steunen.
Karel stierf kinderloos. Zijn bezittingen zouden bijgevolg vererven naar een van zijn zwagers, de Franse koning Lodewijk en de Duitse keizer Leopold. Bewust van het verstoorde machtsevenwicht dat dit zou meebrengen hadden beiden al voor Karels dood afgesproken de erfenis te verdelen (Partitieverdragen van Den Haag en Londen). Karels testament bepaalde echter dat het Spaanse Rijk integraal aan Lodewijks kleinzoon, vanaf dan Filips V van Spanje geheten, moest komen. Aanvankelijk werd dit ook erkend in het Verdrag van Den Haag (1701).
Lodewijk heerste nu, namens zijn kleinzoon, over het Spaanse Rijk en voelde zich ongenaakbaar. In 1701 liet hij Franse troepen de Spaanse Nederlanden in bezit nemen en de Staatse troepen in de Barrièresteden verdrijven. In september 1701 betuigde hij steun aan de aanspraken van Jacobus III op de kroon van Engeland, terwijl de kroon toen nog in bezit was van Willem III en de bevolking hem verkoos boven de katholieke Jacobus. Hij bevoordeelde de Frans-Spaanse handel, ten nadele van Britse en Nederlandse handelaars.
Leopold besefte dat Spanje en Frankrijk feitelijk verenigd waren en eiste Karels erfenis op voor zijn familie, de Oostenrijkse Habsburgers. Al in 1701 had hij tevergeefs bondgenoten gezocht onder de Italiaanse vorsten. Hij werd gesteund door de Republiek, Engeland en Pruisen, die ook beducht waren voor Franse expansie. Later sloten nog enkele Duitse vorsten zich bij de "Grote Alliantie" aan. De alliantie eiste dat Filips afzag van de Spaanse kroon, maar dat deed deze niet. De geallieerden gingen dus over tot geweld.

## Chronologie van de oorlog

### 1702
De troepenopstelling zag er in 1702 als volgt uit: de Franse en Spaanse legers stonden op hun eigen grondgebied en dat van hun bondgenoten. Dit betekent dat het Heilige Roomse Rijk vanuit Italië en vanuit het Rijnland bedreigd werd. De meest oostelijke Franse troepen waren gelegerd in het keurvorstendom Keulen, een extra gevaarlijke positie omdat ze vanaf hier de hand konden reiken naar nieuwe Duitse bondgenoten en rechtstreeks de Republiek konden binnenvallen. Het Staatse strijdplan voor 1702 was dan ook gericht op de verovering van dit gebied, in het bijzonder van de Keulse vesting Keizersweerd.

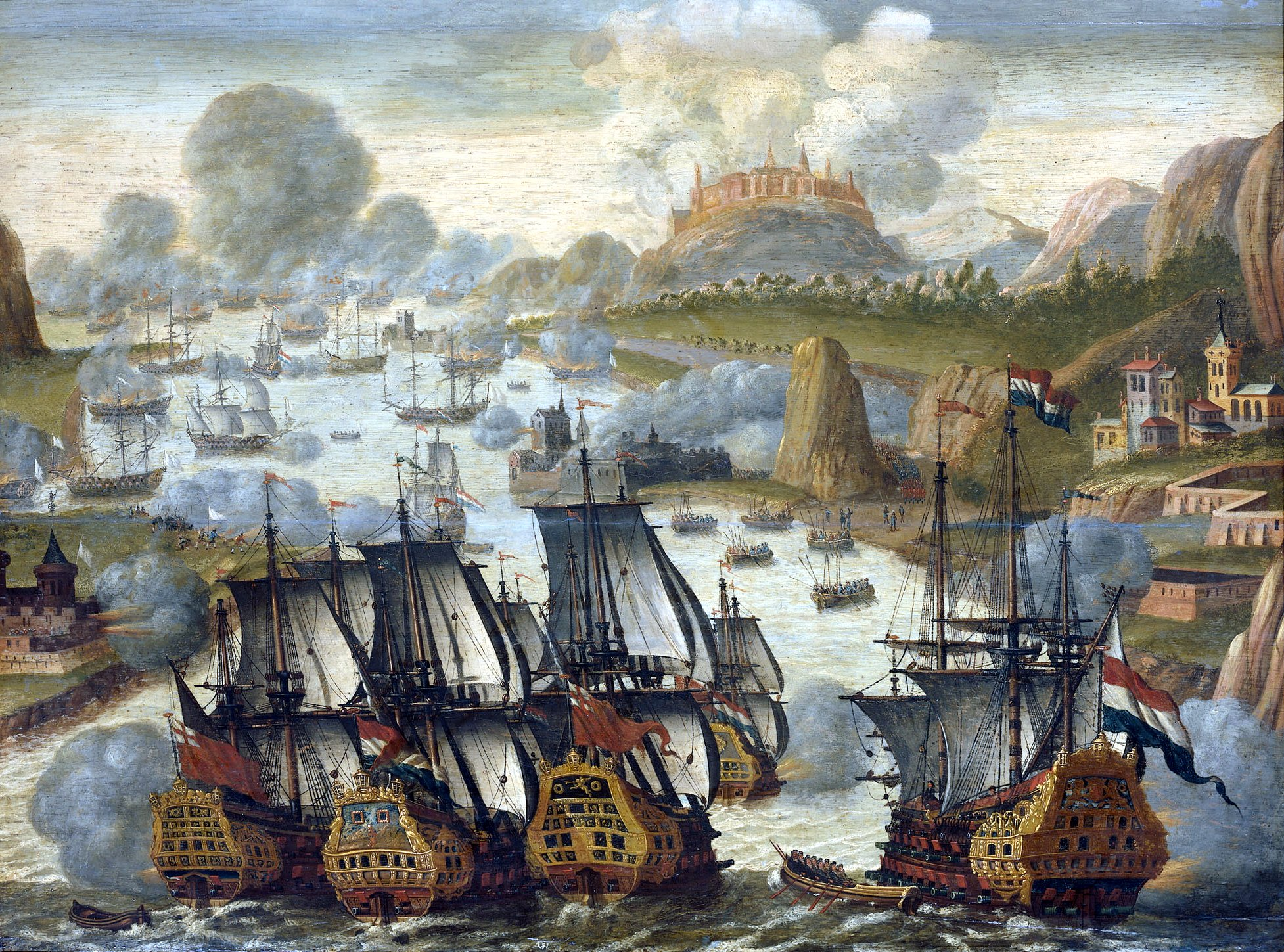
Slag bij Vigo

Voor dit doel werd de maarschalk van Nassau-Saarbrücken met een leger naar Keizersweerd gezonden. Menno van Coehoorn, expert in vestingbouw en -belegering, en de burggraaf van Athlone zouden in respectievelijk Staats-Vlaanderen en Staats-Brabant afleidingsmanoeuvres uitvoeren, maar daarvan kwam niets terecht. Omdat de Fransen ook de linkeroever van de Rijn beheersten, sleepte het beleg van Keizersweerd zich eindeloos voort. Uiteindelijk probeerde de Franse maarschalk Boufflers het beleg te breken door Nijmegen aan te vallen, maar de Nederlanders sloegen deze aanval af. De Fransen stonden niet meer tussen de Republiek en Keizersweerd; de stad werd ingenomen.
Hierna nam de Britse generaal John Churchill, de latere hertog van Marlborough, de leiding van de Brits-Staatse troepen over. Het leger trok de Spaanse Nederlanden binnen en nam langs de Maas de vestingen Venlo, Roermond en Stevensweert in. De succesvolle campagne van dat jaar werd afgesloten met de verovering van Luik.
De Brits-Staatse vloot had tevergeefs gepoogd het Spaanse Cádiz, de thuishaven van de waardevolle Zilvervloot, te veroveren. Kort daarna vernamen de commandanten van deze vloot dat de Zilvervloot in Vigo was aangekomen. Hierop zette de vloot koers naar Vigo, alwaar op 23 oktober bij de Zeeslag bij Vigo de fortificaties rond de stad veroverd werden. De vijftien Franse schepen die de Zilvervloot escorteerden werden vernietigd of buitgemaakt; de Zilvervloot, met aan boord 1 miljoen pond aan schatten, viel in Brits-Staatse handen.

### 1703
De Republiek richtte zich nu op Bonn. Menno van Coehoorn dwong de stad tot overgave, en nu sloot de Keulse keurvorst vrede. Hierop gaf Marlborough aan Coehoorn het bevel Antwerpen in te nemen. De geplande schijnaanvallen rond deze stad werden echter matig uitgevoerd. In de Slag bij Ekeren troffen Frans-Spaanse troepen de Staatse troepen. De Fransen hanteerden een betere strategie, maar door de vuurkracht en discipline van de Staatse troepen eindigde de slag onbeslist.
Ondertussen behaalden de Franse legers in Zuid-Duitsland grote successen omdat het keurvorstendom Beieren partij gekozen had voor de Fransen; de keurvorst van Beieren Maximiliaan II Emanuel van Beieren had namelijk zijn eigen redenen om zich tegen de Oostenrijkse Habsburgers te keren. Dit werd voor de Alliantie gecompenseerd doordat op het Italiaanse oorlogstoneel Victor Amadeus II van Sardinië (toen slechts hertog van Savooie) overliep naar de geallieerden.

### 1704

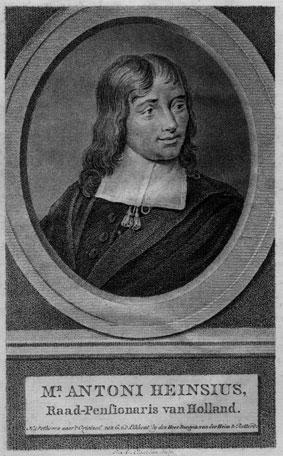
Anthonie Heinsius

Reeds in 1703 had de Republiek een aanzienlijke strijdmacht naar de Boven-Rijn gestuurd om de Duitsers te helpen de Franse opmars naar Wenen tegen te houden. Marlborough, Anthonie Heinsius en de gezant van het Duitse rijk kwamen vervolgens op het idee een aantal legers samen te trekken in Zuid-Duitsland om in Beieren het overwicht te behalen. Marlborough marcheerde dus met zijn Britse troepen naar de Donau en voegde zich bij de Deens-Staatse troepen.
De eerste krachtmeting vond plaats bij Donauwörth, waar de geallieerden de Beierse stellingen bestormden. Een Frans hulpleger onder leiding van maarschalk Tallard schoot te hulp. De troepen voerden verschillende manoeuvres uit en leverden uiteindelijk op 13 augustus strijd in de Slag bij Blenheim, waarbij Tallards leger bijna volledig vernietigd werd en een ander Frans leger genoodzaakt was zich uit het Duitse rijk terug te trekken. Het was de zwaarste Franse nederlaag in decennia. Heel Zuid-Duitsland was nu bevrijd en Beieren had geen strijdmacht meer.
Een Brits-Staatse vloot veroverde intussen op 4 augustus Gibraltar, het strategische punt waar de 14 km brede Straat van Gibraltar tussen de Middellandse Zee en de Atlantische Oceaan beheerst kan worden. Later werden hier voorzieningen aangelegd waardoor de Britse vloot ook 's winters deze doorgang zou beheersen. De Franse vloot trachtte het tij te keren, maar de Zeeslag bij Málaga tegen de Brits-Staatse vloot eindigde op 24 augustus onbeslist; de geallieerden behielden Gibraltar, dat in 1713 bij de Vrede van Utrecht "voor altijd" werd overgedragen aan het Koninkrijk Groot-Brittannië.

### 1705
Reeds tegen het einde van de campagne van 1704 lieten de geallieerden in het dal van de Moezel troepen achter en bouwden ze er voorraden op om het daaropvolgende voorjaar via deze vallei Frankrijk binnen te kunnen dringen. Dat voorjaar kwamen de keizerlijke troepen echter niet volgens afspraak in het veld en dus begon Marlborough zijn opmars pas begin juni 1705. Hij stuitte echter spoedig op maarschalk Villars, die een veldslag handig uit de weg ging. Van het Moezelplan kwam daarom niets terecht.
Ondertussen hadden de Fransen Hoei ingenomen en maakten ze zich op voor het beleg van Luik. Marlborough moest daarom naar de Zuidelijke Nederlanden terugkeren. Opnieuw probeerde hij de Brabantse linies te forceren, wat hem in juli lukte, na enkele zeer geslaagde manoeuvres. Daarbij behaalden de geallieerden een overwinning in de slag bij Eliksem. Die overwinning werd geconsolideerd door de inname van de vesting Zoutleeuw.

### 1706

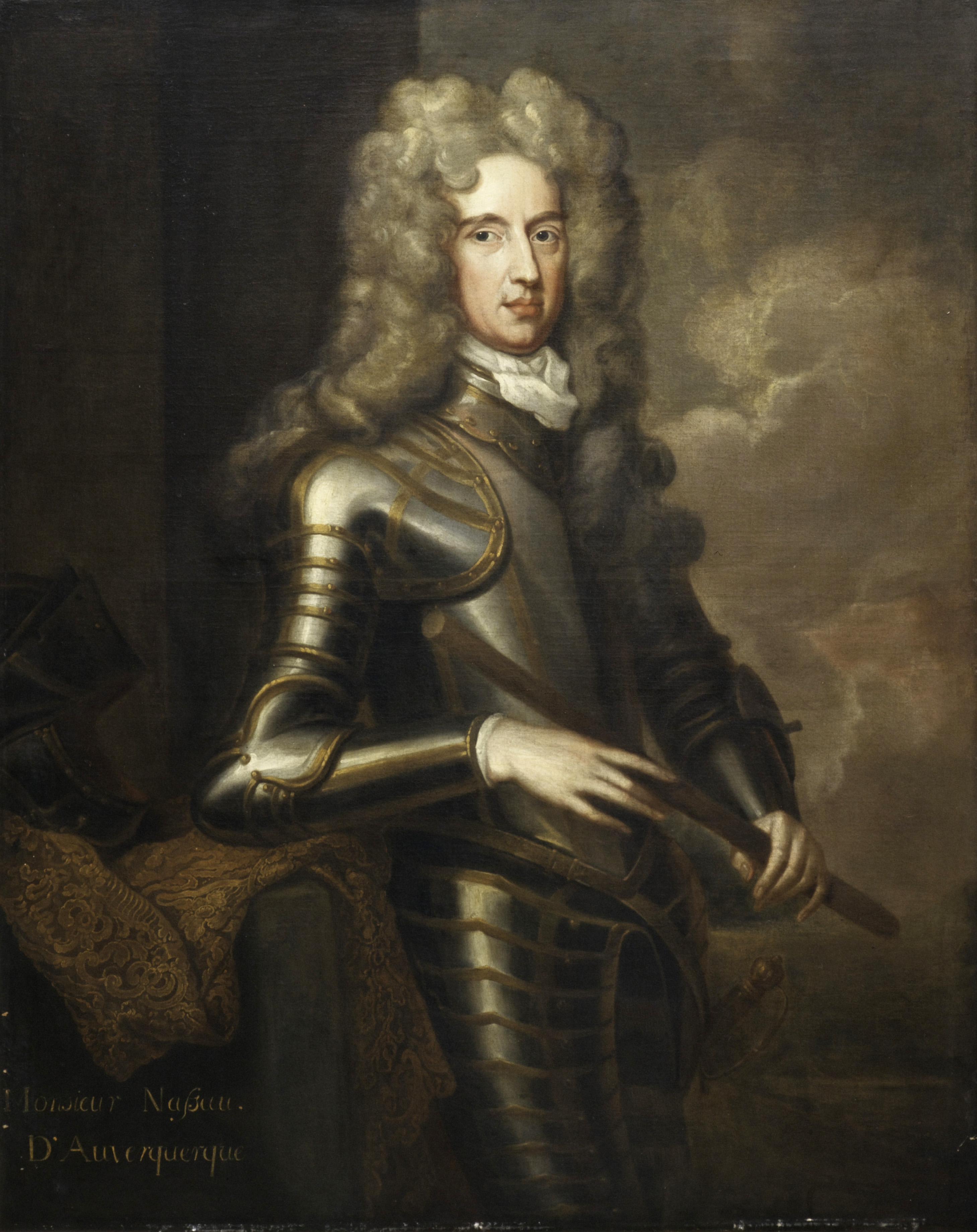
Hendrik van Nassau-Ouwerkerk

Frankrijk begon in 1706 met hernieuwd moreel. Lodewijk droeg de hertog van Villeroy op om krachtdadiger op te treden in de Zuidelijke Nederlanden en een veldslag niet uit de weg te gaan. De campagne moest aangevat worden met de herovering van Zoutleeuw. Villeroy marcheerde in mei dus met een groot Frans-Beiers leger in de richting van Zoutleeuw. Prompt marcheerde Marlborough naar de Mehaigne, waardoor Villeroy naar het zuiden gedreven werd. Bij de Slag bij Ramillies op 23 mei, bleek het Frans-Beiers leger in aantallen wel gelijk aan het geallieerde leger, maar niet in kwaliteit en bevelvoering. Na een voor beide zijden bloedige strijd blies het Frans-Beierse leger de aftocht en trok zich terug in Frankrijk. Dit leidde ertoe dat vrijwel heel Brabant en Vlaanderen de kant van de geallieerden kozen en onder het Anglo-Bataafs condominium werden geplaatst.
In Italië verliep de strijd voor Frankrijk en Spanje niet beter. Ze liepen het hertogdom Savoye en Piëmont onder de voet, met uitzondering van Turijn. Tijdens de belegering van Turijn voerden Victor Amadeus II en gouverneur Daun echter een vakkundige en hardnekkige verdediging. Hierdoor kon prins Eugenius van Savoye de stad op 7 september tijdig ontzetten. Het gevolg was dat Savoye zichzelf bevrijdde en dat voor Frankrijk en Spanje de kans om Noord-Italië te behouden verloren ging.

### 1707
Voor 1707 hadden Marlborough en Heinsius gepland het zuiden van Frankrijk binnen te dringen terwijl ze in de Zuidelijke Nederlanden in het defensief zouden blijven. Dit lukte in zoverre dat ze Noord-Italië en het koninkrijk Napels veroverden. De operatie tegen Toulon onder Eugène eindigde echter in een mislukking. Het enige pluspunt voor de geallieerden was dat circa 15 Franse linieschepen buiten gevecht werden gesteld.
In Spanje kreeg de Alliantie echter een zware tegenslag te verduren toen een gezamenlijk leger in de Slag van Almansa een zware nederlaag leed. De Spaans-Franse troepen die hier strijd geleverd hadden maakten gebruik van de gelegenheid om hun greep op het koninkrijk Valencia te versterken, dat hierdoor zijn laatste autonomie aan de Bourbons verloor.

### 1708

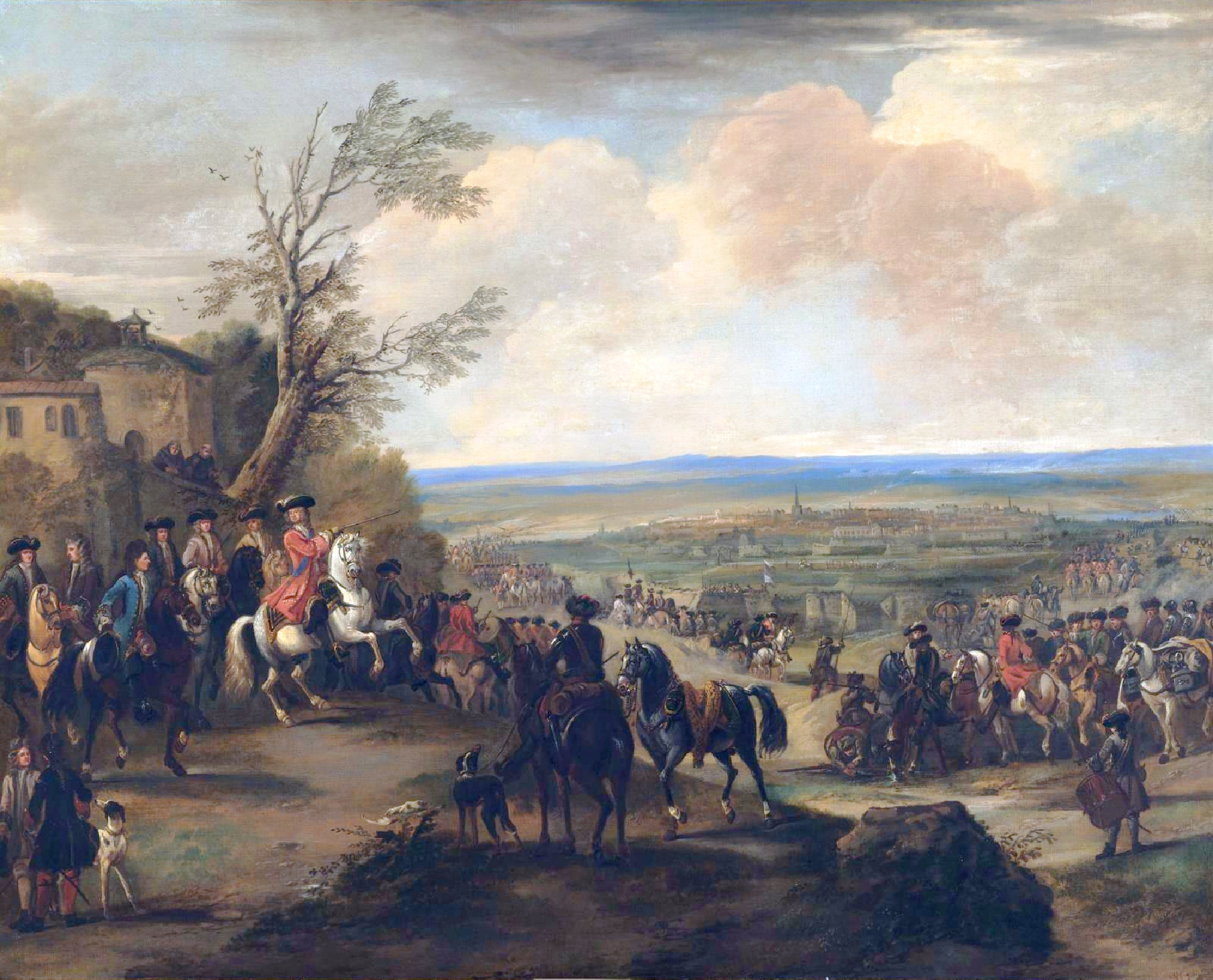
De Hertog van Marlborough tijdens de Slag bij Oudenaarde

Begin 1708 slaagde het Franse leger erin om, middels een samenzwering van de graaf van Bergeyck, Brugge en Gent te heroveren. Om de controle over deze plaatsen zeker te stellen marcheerden de Fransen vervolgens naar Oudenaarde, maar stuitten daar op het Brits-Staatse leger onder Marlborough, hetgeen leidde tot de Slag bij Oudenaarde op 11 juli. Het Franse leger werd verpletterd, waardoor het moest afzien van de bezetting van Oudenaarde. Marlborough trok verder naar Rijsel; de stad capituleerde kort daarna. De Brits-Staatse troepen trokken vervolgens noordwaarts om, na de Slag bij Wijnendale, de Fransen ook uit Brugge en Gent te verjagen.
In Spanje veroverden Engelsen en Nederlanders het eiland Menorca. Dit was voor de Engelsen een strategisch punt in de Middellandse Zee, naast Gibraltar.

### 1709
In 1709 lanceerden de geallieerden drie invasies in Frankrijk, maar twee daarvan waren zo klein dat ze als afleidingsmanoeuvres beschouwd kunnen worden. De meest serieuze was die van Marlborough en van Eugène van Savoye richting Parijs. Het kwam in Noord-Frankrijk tot een treffen in de Slag bij Malplaquet, de bloedigste slag van de hele oorlog. Hoewel de Fransen verslagen werden, verloren zij 'slechts' 10.000 doden en gewonden, terwijl de geallieerden wel 20.000 man verloren, waardoor ze niet tot een achtervolging in staat waren. Een zekere oorlogsmoeheid maakte zich van de geallieerden meester. Wel konden ze Bergen nog innemen.

## Ontknoping

De opdeling van Spaans Opper-Gelre na de Vrede van Utrecht (1713)

Leopold was in 1705 als keizer opgevolgd door Jozef, die in 1711 stierf. Hij werd op zijn beurt opgevolgd door zijn broer, Karel VI. Naarmate het waarschijnlijker werd dat Frankrijk zich zou overgeven en Spanje zou afstaan, wilde onder andere Groot-Brittannië verhinderen dat Karel over zowel het Duitse als het Spaanse Rijk kon regeren. De onderhandelingen leidden tot de Vrede van Utrecht (1713), de Vrede van Rastatt (1714) en de Vrede van Baden (1715). Hierbij werden ook de vijandigheden in Noord-Amerika (Oorlog van koningin Anna) beëindigd.

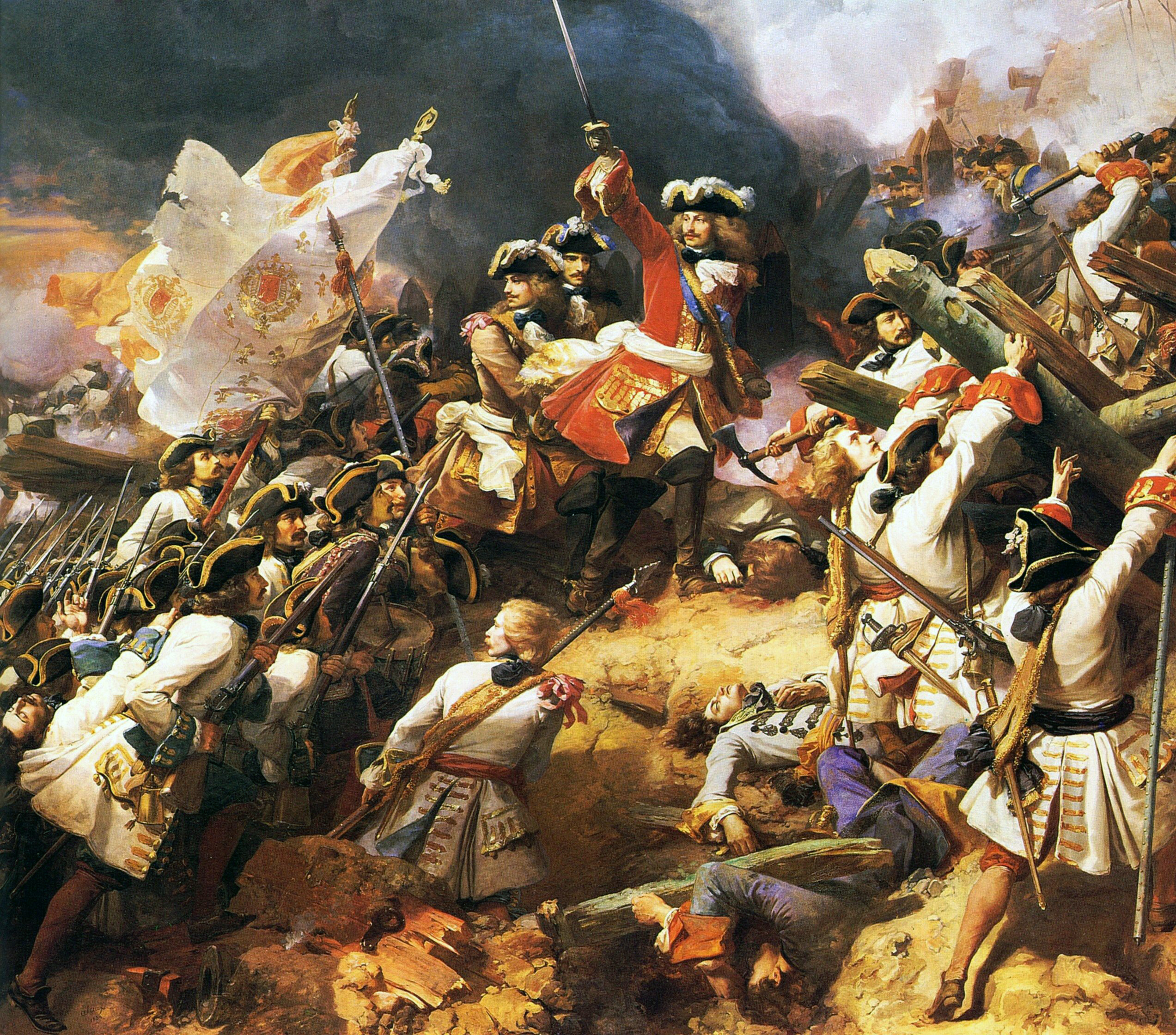
Slag bij Denain

Spanje ging niet naar de Oostenrijkse Habsburgers, maar mocht onder Filips verblijven. De personele unie tussen Frankrijk en Spanje werd voorkomen door Filips te schrappen als Franse troonopvolger. Zo werd voor de eerste keer geprobeerd een machtsevenwicht tussen de Europese grootmachten te bereiken. Dit machtsevenwicht zou even veilig gesteld worden door het minder expansionistische beleid van de regent Filips. Toch zou enkele jaren later opnieuw een Europese oorlog uitbreken, waarbij Frankrijk zijn voormalige vijanden steunde tegen zijn voormalige bondgenoot (Oorlog van de Quadruple Alliantie).
Frankrijk verloor een deel van zijn Canadese kolonies aan Groot-Brittannië, en Spanje verloor de meeste Italiaanse staten aan Oostenrijk. Spanje verloor daarenboven de Zuidelijke Nederlanden; deze werden grotendeels Oostenrijks. (Opper-Gelre werd verdeeld in een Oostenrijks deel, een Staats deel, een Pruisisch deel en een Guliks deel). Spanje verloor Gibraltar en Menorca aan Groot-Brittannië en werd gedegradeerd tot speelbal op het geopolitieke veld.